# Dance Suite
La Dance Suite for Brass Quintet (1989) è l'ultima opera completata dal direttore e compositore americano Leonard Bernstein. Si compone di cinque brevi movimenti, ciascuno dedicato a un amico.

## Strumentazione
2 trombe, 1 corno, 1 trombone, 1 tuba.

## Movimenti
1. "Dancisca per Anthony"
2. "Waltz per Agnes"
3. "Bi-Tango per Mischa"
4. "Two-Step per Mr. B"
5. "MTV per Jerry"[2]

## Creazione
La suite è stata l'ultima composizione che Bernstein ha completato. Inizialmente doveva essere accompagnata dalla danza, ma il coreografo, di cui non è trapelato il nome, abbandonò l'idea.

## Première
La suite è stata presentata in anteprima il 14 gennaio 1990 al Metropolitan Opera House di New York City dall'Empire Brass Quintet e dall'American Ballet Theatre. Il primo movimento è stato raddoppiato dall'orchestra del balletto nel golfo mistico.